# Edelmar Zanol
Edelmar “Branco“ Zanol (ur. 1 stycznia 1975) – brazylijski judoka. Olimpijczyk z Atlanty 1996, gdzie zajął dziewiąte miejsce w wadze średniej.
Uczestnik mistrzostw świata w 1993 i 1997. Startował w Pucharze Świata w 1996, 1997 i 2004. Piąty na igrzyskach panamerykańskich w 1999. Wygrał igrzyska Ameryki Południowej w 1998. Złoty medalista mistrzostw panamerykańskich w 1996 i 1997. Wygrał mistrzostwa Ameryki Południowej w 1997 roku. 

## Letnie Igrzyska Olimpijskie 1996
| Konkurencja | Eliminacje                  | Eliminacje            | Repasaże                   | Repasaże             | Klas. końcowa |
| Konkurencja | Przeciwnik I                | Przeciwnik II         | Przeciwnik I               | Przeciwnik II        | Miejsce       |
| ----------- | --------------------------- | --------------------- | -------------------------- | -------------------- | ------------- |
| 86 kg       | Giorgi Cmindaszwili (GEO) Z | Marko Spittka (GER) P | Siergiej Alimżanow (KAZ) Z | Nicolas Gill (CAN) P | 9.            |